# فرانك باك (ممثل)
فرانك باك (بالإنجليزية: Frank Buck) هو كاتب للأطفال ولاعب سيرك ‏ ومقدم برامج إذاعية وكاتب ومخرج وممثل أمريكي، ولد في 17 مارس 1884 بغينسفيل في الولايات المتحدة، وتوفي في 25 مارس 1950 بهيوستن في الولايات المتحدة بسبب سرطان الرئة.
كان فرانك صيادًا وجامعًا للحيوانات ومؤلفًا أمريكيًا، بالإضافة إلى كونهِ منتجًا سينمائيًا. ابتداءً من العقد الأول من القرن العشرين، سافر بعدة بعثات استكشافية إلى آسيا بغرض صيد وجمع الحيوانات الغريبة، حيث أحضر أكثر من 100,000 عينة حية إلى الولايات المتحدة وأماكن أخرى لعرضها في حدائق الحيوان والسيرك، واكتسب شهرة واسعة كمغامر. شارك في تأليف سبعة كتب توثق رحلاته الاستكشافية أو تستند إليها، بدءًا من كتاب "أعدهم أحياء" الصادر في عقد الثلاثينيات من القرن العشرين، والذي أصبح من أكثر الكتب مبيعًا.
بين عامي 1932 و1943، مثّل دور البطولة في سبعة أفلام مغامرات مستوحاة من مآثره، تضمّن معظمها مشاهد تمثيلية لمعارك حتى الموت مع حيوانات برية متنوعة. كما تولى لفترة وجيزة إدارة  حديقة حيوانات سان دييغو، وعرض حيوانات برية في معرض "قرن التقدم" لعامي 1933-1934 ومعرض نيويورك العالمي عام 1939، وقام بجولات مع سيرك رينغلينغ بروس وبارنوم وبيلي، وشارك في تأليف سيرته الذاتية "كل شيء في العمر" عام 1941. سُمّيت حديقة حيوان فرانك باك في مسقط رأسه في غينزفيل، تكساس، باسمهِ.

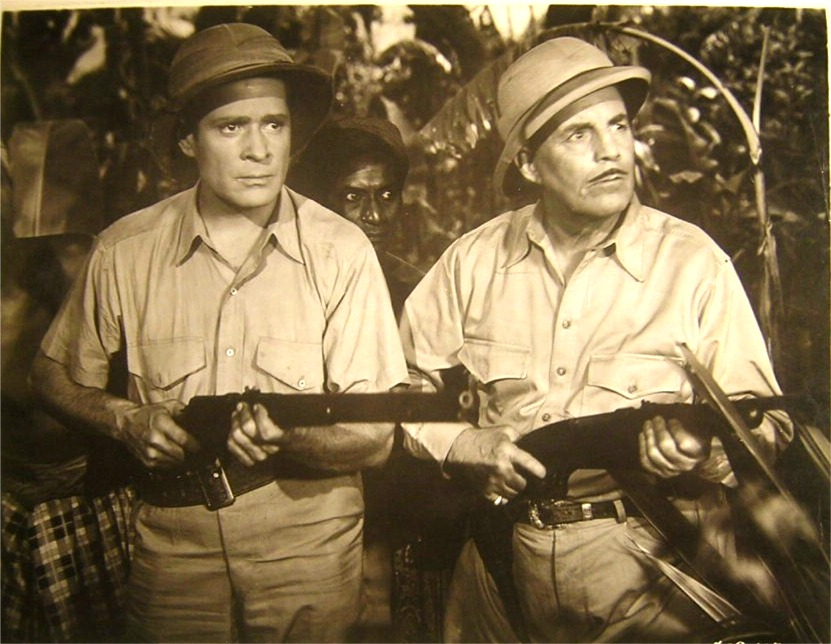
باك (على اليمين) مع دنكان رينالدو في فيلم Tiger Fangs (1943)

## وصلات خارجية
- فرانك باك على موقع IMDb (الإنجليزية)
- فرانك باك على موقع أول موفي (الإنجليزية)
- فرانك باك على موقع قاعدة بيانات الأفلام السويدية (السويدية)
- فرانك باك على موقع قاعدة بيانات الفيلم (الإنجليزية)
- فرانك باك على موقع كينوبويسك (الروسية)